# Raschau (Adelsgeschlecht)

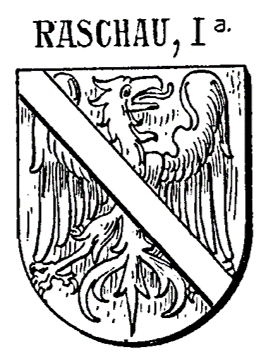
Stammwappen derer von Raschau

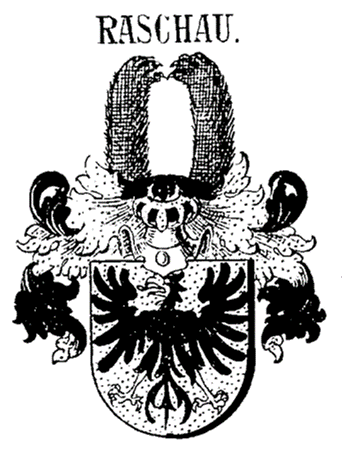
Späteres Wappen derer von Raschau

Raschau ist der Name eines erloschenen sächsischen, thüringischen und hessischen Adelsgeschlechts. Es ist nicht zu verwechseln mit den Adelsfamilien Raschke, Raschkow, Raschkau und Raschen.
Die Herren von Raschau sind eine Seitenlinie der hochmittelalterlichen Vögte von Straßberg/Voigtsberg, die auf den Burgen Straßberg, Voigtsberg (Linie Voigtsberg, von denen die von Raschau abstammen), Lantecke (bei Geilsdorf) und wohl auch auf Burg Göllnitzhof (bei Oelsnitz/Vogtl.) saßen. Die mittelalterlichen Vögte von Straßberg hatten als Wappen ebenfalls einen Reichsadler, der eine von links oben nach rechts unten verlaufende Binde (Querbalken) zeigte. Die Vögte von Straßberg verloren ihre Besitzungen bis 1327 (Voigtsberg) an die nicht stammesverwandten Vögte von Plauen.

## Ausbreitung und Besitzungen
Im Jahre 1224 ist erstmals Heinricus de Ratschau auf dem gleichnamigen Herrensitz (heute Raschau) bei der Stadt Oelsnitz im Vogtland nachweisbar.
Ende des 14. Jahrhunderts besaß Eberhard von Raschau Güter zu Schönbrunn bei Oelsnitz. Die Familie von Raschau zog 1401 ins Osterland, wo sie noch im 19. Jahrhundert urkundete. Eine Linie wandte sich dem Baltikum zu,  zunächst der Insel Oesel. 1466 gehörte Nikolaus Raschau zu den Unterzeichnern des Friedens von Thorn. Samuel Johan von Raschau (1677–1727), Hauptmann im Dragonerregiment Schlippenbach,  heiratete 1710 in Moskau Maria Amalia,  Tochter des aus Rostock stammenden schwedischen Diplomaten Joachim Krebs, und starb in russischer Gefangenschaft. Seine Witwe starb 1735 auf der Insel Oesel.
Die Ursprünge lagen vermutlich in Franken, da das anfängliche Erbbegräbnis in Waldsassen war.
Als erste bekannte Vorfahren der Familie treten 1194 im Gefolge Kaiser Heinrichs VI. die Brüder Eckehard und Heinrich zu Nürnberg auf. Heinrich war 1209 als advocatus (Vogt) bei der Gründung des Klosters Mildenfurth zugegen. Im 13. Jahrhundert nennt sich das Geschlecht nach der Burg Straßberg (Vogtland) (Vögte) von Straßberg und dann auch nach der Burg Voigtsberg von Vogtsberg. Dynastisch war die Familie, die im hohen Mittelalter der Reichsministerialität angehörte, auch mit dem Geschlecht der Vögte von Weida, Gera und Plauen verbunden. So war Vogt Heinrich I. von Plauen ein Sohn von Jutta, einer geborenen von Straßberg. Im 14. Jahrhundert wurde der Name Raschau nach dem gleichnamigen Dorf angenommen: 1366 quittierte Hans von Raschau dem Burggrafen von Nürnberg und siegelte dabei mit dem Wappen seines Vaters Eberhard von Vogtsberg. 1478 beendete Mathes von Raschau zu Püchersreuth mit anderen Spruchleuten einen Rechtsstreit zwischen dem Abt von Waldsassen mit dem Hammermeister zu Falkenberg.
Mitte des 15. Jahrhunderts finden wir Joachim von Raschau auf Frießnitz und Meilitz. Seine Tochter Anna von Raschau war mit Rudolph Heinrich von Jahnus auf Großen-Gottern vermählt.
David von Raschau war 1604 Hofrat in Gera. Als weiterer Vertreter des Geschlechts ist der kursächsische Generalproviant- und Rittmeister Christoph von Raschau auf Crimmeln, Frießnitz, Greuth und Niederpöllnitz nachweisbar. 1650 sind Vertreter der Familie zu Sinderstedt, 1688 zu Tromlitz und von 1694 bis 1771 zu Leumnitz zu finden.
Wolfgang Heinrich von Raschau (* 29. März 1650 zu Gumperda, † 2. November 1679 zu Weikersheim) auf Wechmar war Hoch-Gräffl. Hohenloischen wohlverordneten Stallmeisters zu Weickersheim.
Von 1729 bis 1752 gehörte das Lehngut Nausitz der Familie von Raschau. 1750 sind Vertreter der Familie in Poserna und Stößen, 1781 in Battgendorf und im heutigen Bad Sulza zu finden. Noch 1857 waren die von Raschau in Poserna sowie in Pobles in der preußischen Provinz Sachsen ansässig. 1868 starb das Adelsgeschlecht in männlicher Linie aus.

## Wappen
Blasonierung: In Gold ein schwarzer Adler. Anfangs noch, wie bei den Vorfahren, den Vögten von Straßberg und den von Vogtsberg, der Adler auch überdeckt von einer Schrägleiste (einer „Straße“). Auf dem Helm mit schwarz-goldenen Decken zwei einander zugekehrte schwarze Bärentatzen.

## Vertreter
- Charlotte Rahel von Raschau geb. von Rostock (1772–1830) heiratete nach ihrer Scheidung den preußischen General Constantin von Lossau